# Pere de Rocabertí i d'Erill
|  | Aquest article tracta sobre vers el Baró de Sant Mori i de Maella. Si cerqueu l'homònim bisbe de Girona, vegeu «Pere de Rocabertí i Desfar». |

Pere de Rocabertí i d'Erill (?, aprox. 1415 — ?, aprox. 1490) militar català, baró de Sant Mori i de Maella. Pertanyia al llinatge dels Rocabertí de Cabrenys.
Pere de Rocabertí era el menor dels germans del baró de Maçanet de Cabrenys, Guillem Hug de Rocabertí, i de Francesca d'Erill. Al seu germà gran, Dalmau de Rocabertí i d'Erill, li tocà l'herència de la baronia, per al segon, fra Bernat Hug de Rocabertí li correspongué la carrera eclesiàstica a l'orde de Sant Joan de Jerusalem, a més hi havia una germana, Joana de Rocabertí, que es casà amb Pere de Vilagut, senyor de Sant Mori. Per tant, Pere de Rocabertí era un d'aquells fills de noble que calia que es fessin un nom com a soldats de fortuna per tal d'aconseguir escalar socialment. Segurament devia participar dels negocis del seu pare amb els vaixells que la família tenia i que servien tant per comerciar com per les campanyes italianes del rei Alfons el Magnànim.
La primera notícia documental d'ell és de 1442 quan el trobem implicat en l'assassinat d'un oncle del vescomte de Rocabertí i cosí seu. El 1446 era l'encarregat de negociar les condicions del casament del seu germà Dalmau amb Beatriu de Cervelló i el 1453 era ell qui es casava amb Caterina d'Ortafà, d'una família de la noblesa del Rosselló. Entremig, però, havia rebut l'herència del seu cunyat, Pere de Vilagut, ja que havia mort sense hereus a canvi de mantenir la seva germana Joana en el seu seguici. Fou un ascens social molt important, ja que de cop es convertia en un noble amb possessions. De 1455 a 1457 el tornem a trobar embolicat en diferents bandositats, una de molt interessant, ja que ens han pervingut les lletres de batalla que s'intercanviaren, fou la que l'enfrontà amb Guillem Alemany de Cervelló (cunyat del seu germà Dalmau) i que desembocà amb un nou conflicte entre els Rocabertí i Francesc de Pinós, Ivany de Castre i el vescomte de Rocabertí, Jofre VII de Rocabertí.
Amb l'empresonament de Carles de Viana es mostrà sempre fidel a la causa de la Generalitat i fou un dels encarregats de negociar-ne l'alliberament a Lleida i a Fraga, on es trobà amb el seu germà Fra Bernat Hug al costat del rei.

## La Guerra civil catalana
Ara bé, quan esclatà el conflicte entre el rei i la Generalitat el 1462, Pere de Rocabertí fou un dels primers a secundar la crida de la reina Joana Enríquez per defensar Girona, sent un dels caps militars durant el setge de les tropes de la Diputació del General comandades per Hug Roger III, comte de Pallars. Gràcies a la seva vàlua es convertí en capità de la ciutat quan en marxà la reina, així com en veguer reial de Girona i Besalú. Exercí el seu càrrec amb diligència i autoritat, ja que mantingué la ciutat a l'obediència del rei Joan el Gran, però alhora cercà diners a tot arreu, confiscant béns als rebels, saquejant esglésies i fent encunyar monedes de baix valor anomenades rocabertins. Es convertí en un militar valuós per als interessos del rei Joan al nord del país durant la Guerra Civil.
El 1464 fins i tot assaltà i saquejà el monestir de Ripoll i el 1465 va protagonitzar un dels capítols més controvertits de la guerra civil, quan fou l'encarregat d'aixecar el setge el castell de Palau-Saverdera, defensat pel reialista Ivany de Castre i assetjat pel vescomte de Rocabertí, cunyat del primer. Enemic d'Ivany i del vescomte, l'ajudava un oncle del vescomte, de nom també Jofre que morí en aquest fet. El conflicte civil també provocava greus conflictes familiars. Fins i tot aliats de Rocabertí i del rei van deixar de donar-li suport i el rei decidí rellevar-lo dels càrrecs gironins el 1467. Després del seu relleu la ciutat de Girona va caure en mans dels rebels el 1469.
En el transcurs de la Guerra la seva residència de Sant Mori serví a la reina Joana com a sojorn en unes campanyes militars per l'Empordà el 1467; des d'aquí es va fer una convocatòria de Corts dels nobles fidels al rei que no van tenir lloc a Sant Mori. Poc temps després aquesta baronia queia en mans dels rebels i el rei li atorgava les possessions de Maella, a l'Aragó.

## Després de la guerra
Acabada la guerra el 1472 restava encara per resoldre el problema del Rosselló, en mans franceses. El 1473 comandava un exèrcit que recuperà Perpinyà i fou nomenat governador del Rosselló, en aquestes accions bèl·liques hi va morir el seu fill Pere, mentre que la seva dona i el seu sogre van aconseguir repel·lir un dur setge francès a la població de Canet de Rosselló. Amb tot, no es pogué fer res per evitar la pèrdua del territori que no tornaria a la Corona d'Aragó fins al regnat de Ferran el Catòlic. El 1490 consta ja com a mort.

## Núpcies i descendència
Del matrimoni amb Caterina d'Ortafà tingué sis fills:
- Pere de Rocabertí que morí al Rosselló el 1473.
- Bernat Hug, que fou el seu hereu a la baronia de Sant Mori.
- Isabel o Elisabet, que es casà amb el seu cosí el vescomte Felip Dalmau II de Rocabertí
- Joana, que casà amb Dalmau Ramon III de Xetmar i de Vilella, Senyor de Cervià i Medinyà
- Rafaela de Rocabertó i d'Ortafà, casada amb Joan de Cabrera.
- Francesca